# Función pública en Estados Unidos
En Estados Unidos, la Función Pública federal (federal civil service) se define como "todo cargo nombrado por la administración federal, ya sea en el poder ejecutivo, legislativo o judicial, con excepción de aquellos servicios que sean uniformados." (Título 5 del Código de los Estados Unidos)

## Historia
A principios del siglo XIX, los funcionarios eran nombrados libremente por el presidente — y por lo tanto, también eran libremente cesados. Esta forma de gestionar la función pública llevaba implícita una politización del funcionariado. Esta situación se fue modificando a partir de la Ley Pendleton de 1883 y posteriores reformas. Hacia 1909, unas dos terceras partes de los funcionarios al servicio de la administración federal ya eran seleccionados por criterios basados en el mérito a través de oposiciones. Desde la entrada en vigor de la Ley Hatch de 1939, no se permite a los empleados públicos desarrollar actividades políticas durante el tiempo que permanecen en el cargo. No obstante, determinados puestos del alto funcionariado, incluyendo algunos jefes de misiones diplomáticas y agencias gubernamentales continúan siendo nombrados en función de sus lealtades políticas.

## Servicio competitivo y servicio exceptuado
A nivel federal, en Estados Unidos la función pública se divide en Competitive service y en  Excepted service. Servicio Competitivo sería aquella parte general de la función pública en la que los aspirantes compiten entre sí para lograr un puesto mediante unos exámenes de acceso. Servicio Exceptuado, por el contrario, es aquella parte de la administración relacionada con la inteligencia, el servicio diplomático y en general; el seguridad nacional. En este caso, si bien en el acceso se tienen en cuenta los méritos del aspirante, también concurren otros factores determinados por la agencia o departamento al que se pretende acceder. Ejemplos de agencias que integran el Servicio Exceptuado serían, entre otras, el FBI, la CIA o la Agencia de Seguridad Nacional.

## Número de empleados
Según las cifras que ofrece la Oficina de Gestión de Personal (Office of Personnel Management), a diciembre de 2011, había aproximadamente 2.790.000 empleados públicos al servicio de la administración federal (personal no uniformado). Estas cifras incluirían tanto a los tres ámbitos de poder (legislativo, ejecutivo y judicial) como a los más de 600.000 empleados del Servicio Postal (United States Postal).

## Función pública a nivel estatal y local
La función pública a nivel estatal y local en Estados Unidos se basa en un sistema inspirado en el federal.